# Gran Premio Industria e Commercio di Prato 1977
Il Gran Premio Industria e Commercio di Prato 1977, trentaduesima edizione della corsa, si svolse il 20 agosto 1977 su un percorso di 227 km, con partenza e arrivo a Prato. Fu vinto dall'italiano Claudio Bortolotto della Sanson davanti al suo connazionale Mario Beccia e allo svedese Bernt Johansson.

## Ordine d'arrivo (Top 10)
| Pos. | Corridore                | Squadra            | Tempo    |
| ---- | ------------------------ | ------------------ | -------- |
| 1    | Claudio Bortolotto       | Sanson             | 6h12'03" |
| 2    | Mario Beccia             | Sanson             |          |
| 3    | Bernt Johansson          | Fiorella-Mocassini |          |
| 4    | Bruno Wolfer             | Zonca              |          |
| 5    | Francesco Moser          | Sanson             |          |
| 6    | Franco Bitossi           | Vibor              |          |
| 7    | Enrico Paolini           | Scic               |          |
| 8    | Pierino Gavazzi          | Jolly Ceramica     |          |
| 9    | Giuseppe Saronni         | Scic               |          |
| 10   | Gianbattista Baronchelli | Scic               |          |